# Murat Karayılan

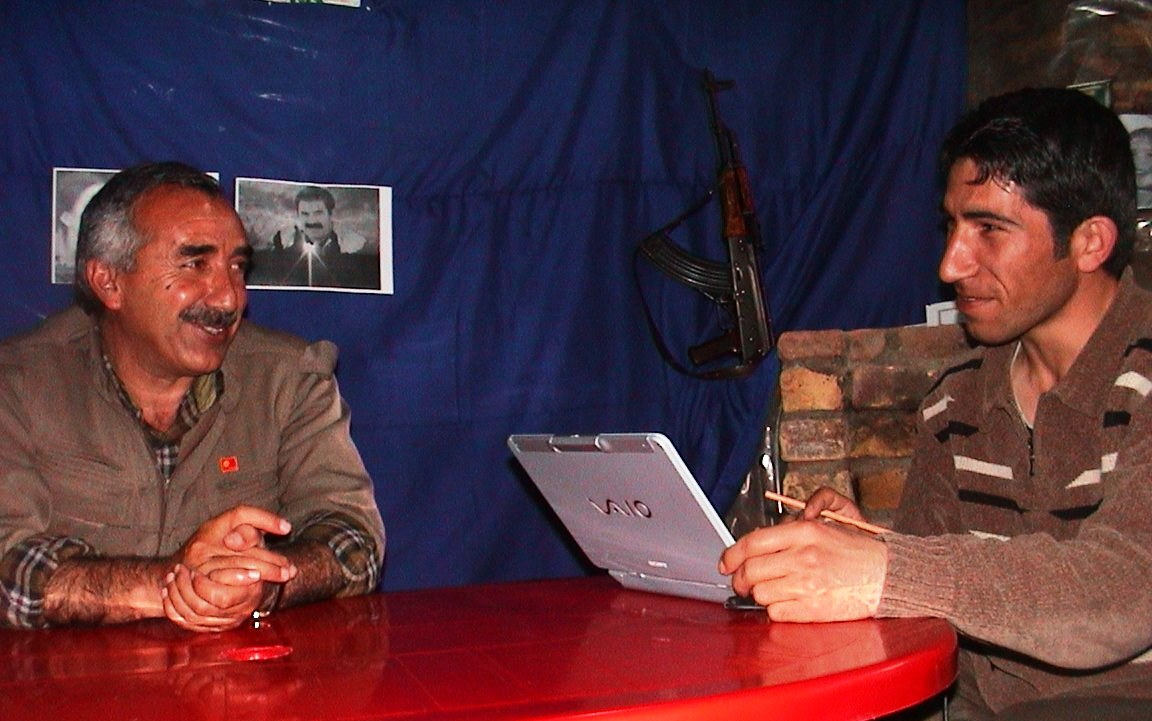
Murat Karayilan (links) mit Polat Can (rechts)

Murat Karayılan (* 1954 in Şanlıurfa, Türkei) ist der derzeitige Oberkommandeur der Hêzên Parastina Gel (Volksverteidigungskräfte). Sein Deckname lautet „Cemal“.

## Persönliches
Karayılan absolvierte die Hochschule für Maschinenbau in Gaziantep und schloss sich im Jahre 1979 der PKK an. Auf dem 3. Kongress der PKK wurde er in das Zentralkomitee der Partei bestellt und 1991 mit Aufgaben in Europa betraut. Im Mai des Jahres 1992 kehrte er in die Türkei zurück und übernahm das Oberkommando über die Region „Botan“. Auf dem 5. Kongress der PKK im Jahre 1994 wurde er Mitglied im sogenannten „Präsidialrat“ und von Öcalan mit der Aufgabe des „Wiederaufbaus der PKK“ beauftragt. Karayılan stellte nach der Ergreifung Abdullah Öcalans einen Asylantrag in den Niederlanden, der jedoch abgelehnt wurde. Zeitweilig diente er als stellvertretender Vorsitzender des Kongra Gel und als Oberkommandierender der Volksverteidigungskräfte.
Nach seiner Rückkehr in den Nordirak übernahm er die Macht innerhalb der PKK und war bis 2013 Vorsitzender des Exekutivrats der Koma Civakên Kurdistan, der Dachorganisation der PKK. Er hält sich vermutlich in den nordirakischen Kandilbergen auf und plant von dort aus die Aktionen der PKK-Truppen in der Türkei. Türkische Medien berichten immer wieder von einem Machtkampf innerhalb der PKK. Karayılans Hauptgegner sei Bahoz Erdal.
Am 14. Oktober 2009 entschied das Büro des US-Finanzministeriums zur Kontrolle von ausländischen Geldanlagen, das Vermögen Karayılans, Rıza Altuns und Zübeyir Aydars einzufrieren. In dem Beschluss wird Karayılan als bedeutende Person des ausländischen Drogenhandels bezeichnet. Am 6. November 2018 gaben die USA bekannt, dass sie im Rahmen ihres Reward-for-Justice-Programms für Informationen, welche zur Verhaftung von Karayilan führen, bis zu 5 Millionen US-Dollar zur Verfügung stellen.